# 莫洛季夫卡 (布倫區)
50°59′32″N 33°41′32″E / 50.99222°N 33.69222°E
莫洛迪夫卡（烏克蘭語：Молодівка）是位於烏克蘭東北部的村莊，由蘇梅州科諾托普區的杜博夫亞濟夫卡市鎮負責管轄。該村處於比日河左岸，距離比日夫卡3公里，海拔高度175米，2001年人口37。